# Adria (miasto)
Adria (od łac. Hadria) – miasto we Włoszech w Wenecji Euganejskiej, między dolnym Padem i Adygą, starożytny ważny port morski Etrusków, obecnie 25 kilometrów od Morza Adriatyckiego.
Miasto zostało założone przez Etrusków w VI wieku p.n.e. Ok. 132 r. p.n.e. do miasta dotarła rzymska droga Via Popillia-Annia, biegnąca z Ariminum (dzisiejsze Rimini) przez Rawennę i Hadrię do Akwilei.
Według danych na rok 2009 gminę zamieszkiwało 20 505 osób (180,7 os./km²).

## Współpraca
Miejscowości partnerskie:
- Ermont, Francja
- Kalisz, Polska
- Lampertheim, Niemcy
- Maldegem, Belgia
- Rovinj, Chorwacja